# 日本銀行舊小樽支店金融資料館

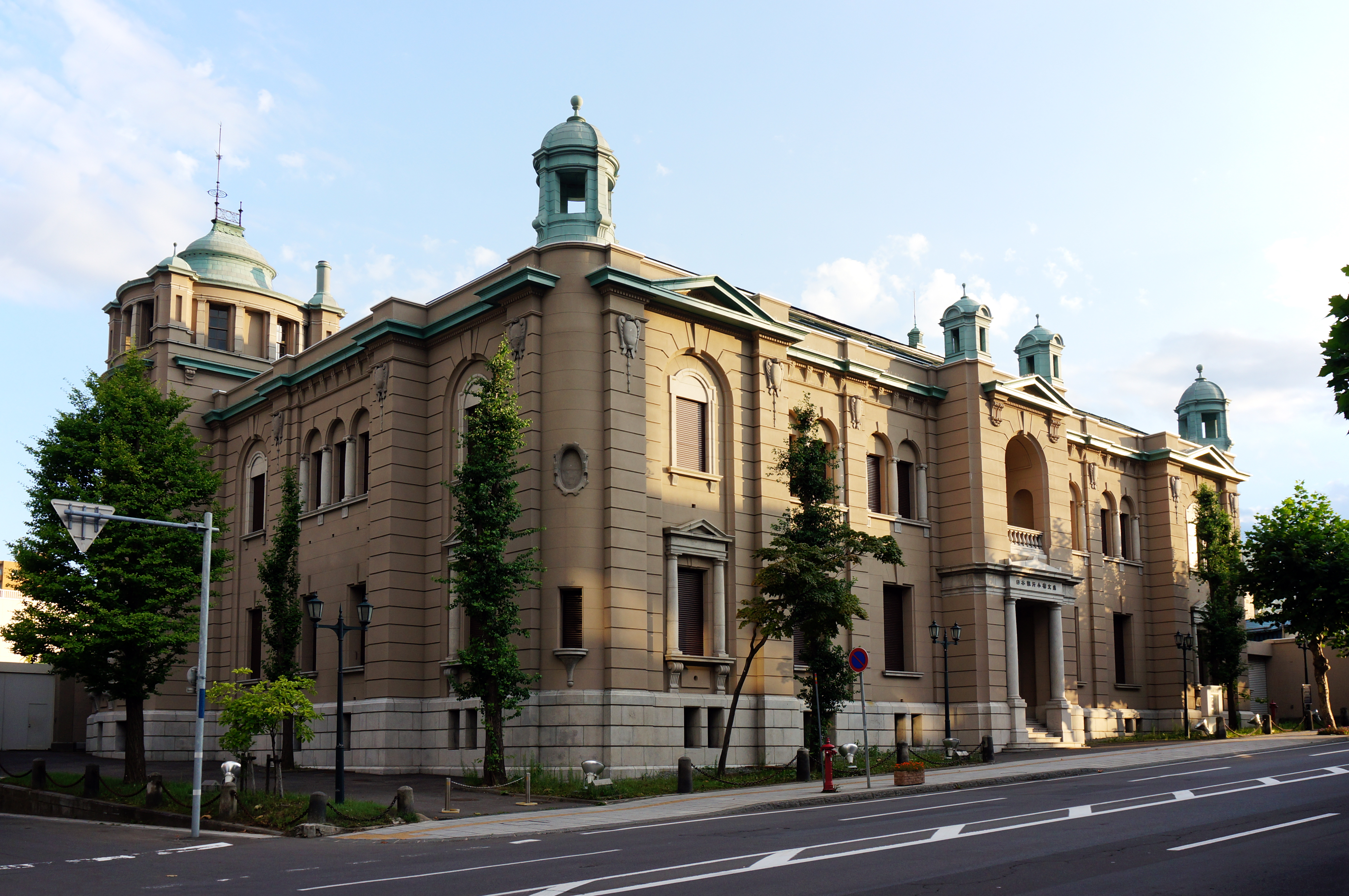
日本銀行舊小樽支店金融資料館

日本銀行舊小樽支店金融資料館（日语：にっぽんぎんこうきゅうおたるしてんきんゆうしりょうかん）是位於北海道小樽市的一座資料館。

## 历史
竣工於1912年，設計者包括了辰野金吾和長野宇平治、岡田信一郎等人。曾是日本銀行小樽支店。2003年開始作為日本銀行的宣傳設施重新開張，免費入場。地址是北海道小樽市色内1丁目11番16号。